# Abdoulay Diaby
Abdoulay Diaby (Nanterre, 21 de mayo de 1991) es un futbolista maliense-francés que juega como delantero en el Boavista F. C. de la Primeira Liga.

## Trayectoria
Francés de origen maliense, se formó en el C. S. Sedan en el que jugó desde 2010 a 2013. Ese año firmó por el Lille O. S. C. pero durante dos temporadas sería cedido al Royal Mouscron-Péruwelz belga.
Tras sus actuaciones en dicho equipo, en 2015 firmó por el Club Brujas, en el que jugaría durante tres temporadas logrando dos títulos de Jupiler Pro League y una Supercopa de Bélgica. En las filas del Brujas sumó un total de 109 partidos y 36 goles.
En 2018 fue fichado por el Sporting C. P. por cinco temporadas. En su primer año ganó la Copa de la Liga y Copa de Portugal con el conjunto lisboeta.
En la temporada 2019-20 fue cedido al Beşiktaş J. K. y el 5 de octubre de 2020 al Getafe C. F., cuya cesión incluía una opción de compra. Esta se canceló en enero de 2021 y se marchó lo que quedaba de temporada al R. S. C. Anderlecht. Tras esta última cesión acabó abandonando definitivamente el equipo lisboeta y se marchó a los Emiratos Árabes Unidos, donde jugó para el Al-Jazira S. C. y el Al-Ittihad Kalba S. C.
En julio de 2023 regresó a Turquía después de fichar por el Pendikspor. Tras su salida de este equipo estuvo un tiempo sin equipo, hasta que en febrero de 2025 se unió al Boavista F. C.

## Clubes
| Club                             | País                   | Año       |
| -------------------------------- | ---------------------- | --------- |
| C. S. Sedan                      | Francia                | 2010-2013 |
| Lille O. S. C.                   | Francia                | 2013-2015 |
| Royal Mouscron-Péruwelz (cedido) | Bélgica                | 2013-2015 |
| Club Brujas                      | Bélgica                | 2015-2018 |
| Sporting C. P.                   | Portugal               | 2018-2021 |
| Beşiktaş J. K. (cedido)          | Turquía                | 2019-2020 |
| Getafe C. F. (cedido)            | España                 | 2020-2021 |
| R. S. C. Anderlecht (cedido)     | Bélgica                | 2021      |
| Al-Jazira S. C.                  | Emiratos Árabes Unidos | 2021-2023 |
| Al-Ittihad Kalba S. C.           | Emiratos Árabes Unidos | 2023      |
| Pendikspor                       | Turquía                | 2023-2024 |
| Boavista F. C.                   | Portugal               | 2025-     |

## Palmarés

### Títulos nacionales
| Título                                  | Club            | País                   | Año  |
| --------------------------------------- | --------------- | ---------------------- | ---- |
| Primera División de Bélgica             | Club Brujas     | Bélgica                | 2016 |
| Supercopa de Bélgica                    | Club Brujas     | Bélgica                | 2016 |
| Primera División de Bélgica             | Club Brujas     | Bélgica                | 2018 |
| Copa de la Liga de Portugal             | Sporting C. P.  | Portugal               | 2019 |
| Copa de Portugal                        | Sporting C. P.  | Portugal               | 2019 |
| Supercopa de los Emiratos Árabes Unidos | Al-Jazira S. C. | Emiratos Árabes Unidos | 2021 |